# Nana-Grébizi

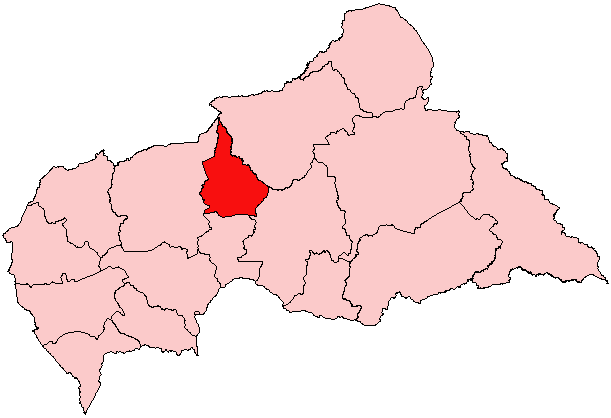
Ligging van Nana-Grébizi in de Centraal-Afrikaanse Republiek

Nana-Gébrizi is een van de twee economische prefecturen van de Centraal-Afrikaanse Republiek. Het heeft een oppervlakte van 19.996 km² en heeft 117.816 inwoners (2003). De hoofdstad is Kaga Bandoro.
Bamingui-Bangoran · Basse-Kotto · Haute-Kotto · Haut-Mbomou · Kémo · Lobaye · Mambéré-Kadéï · Mbomou · Nana-Mambéré · Ombella-M'Poko · Ouaka · Ouham · Ouham-Pendé · Vakaga